# Sviluppo in multipoli
In matematica e fisica, in particolare in elettrostatica, lo sviluppo in multipoli o sviluppo in serie di multipoli è una serie che rappresenta una funzione che dipende da variabili angolari. La serie viene solitamente troncata ad un determinato ordine n: si considerano in tal caso soltanto i primi n termini dell'espansione, che approssimano la funzione sempre più fedelmente al crescere di n.
In elettromagnetismo tale sviluppo permette di approssimare, a grandi distanze, il potenziale elettrico generato da un sistema di cariche elettriche. Tale procedura risulta tuttavia impossibile quando la distribuzione si estende all'infinito, come nel caso di un piano carico infinitamente esteso. La peculiarità di questo sviluppo è che i termini che compaiono sono formalmente identici a quelli di semplici configurazioni spaziali opportunamente scelte, e quindi esso si può pensare come scomposto nella somma dei potenziali dovuti, nell'ordine, a una singola carica (monopolo), un dipolo, un quadrupolo, e così via.

## Definizione
Lo sviluppo in multipoli viene solitamente effettuato sia in coordinate cartesiane, attraverso lo sviluppo in serie di Taylor, sia in coordinate polari o sferiche, dove si utilizzano le armoniche sferiche.

### Sviluppo in armoniche sferiche
Lo sviluppo in multipoli può essere definito come una combinazione lineare di armoniche sferiche. Con tale descrizione, una funzione {\displaystyle f(\theta ,\phi )} è data da:
{\displaystyle f(\theta ,\phi )=\sum _{l=0}^{\infty }\,\sum _{m=-l}^{l}\,C_{l}^{m}\,Y_{l}^{m}(\theta ,\phi )}
dove {\displaystyle Y_{l}^{m}(\theta ,\phi )} sono le armoniche sferiche e {\displaystyle C_{l}^{m}} coefficienti costanti. Il termine {\displaystyle C_{0}^{0}} rappresenta il monopolo, la tripla {\displaystyle C_{1}^{-1}}, {\displaystyle C_{1}^{0}} e {\displaystyle C_{1}^{1}} il dipolo, e così via.
In modo equivalente, la serie può essere scritta come:
{\displaystyle f(\theta ,\phi )=C+C_{i}n^{i}+C_{ij}n^{i}n^{j}+C_{ijk}n^{i}n^{j}n^{k}+C_{ijkl}n^{i}n^{j}n^{k}n^{l}+\cdots }
dove ogni {\displaystyle n^{i}} è un versore nella direzione data dagli angoli {\displaystyle \theta } e {\displaystyle \phi }, mentre gli indici sono sommati secondo la convenzione di Einstein. Il termine {\displaystyle C} è il monopolo, {\displaystyle C_{i}} è un insieme di tre numeri che descrive il dipolo, e così via.
Nel caso si considerino funzioni in tre dimensioni in una regione distante dall'origine degli assi, i coefficienti dell'espansione in multipoli possono essere scritti in funzione della distanza {\displaystyle r} dall'origine, solitamente attraverso la serie di Laurent delle potenze di {\displaystyle r}. Ad esempio, il potenziale elettromagnetico {\displaystyle V} generato da una sorgente posta in prossimità dell'origine e calcolato in un punto sufficientemente distante da essa è espresso nel seguente modo:
{\displaystyle V(r,\theta ,\phi )=\sum _{l=0}^{\infty }\,\sum _{m=-l}^{l}\,C_{l}^{m}(r)\,Y_{l}^{m}(\theta ,\phi )=\sum _{j=1}^{\infty }\,\sum _{l=0}^{\infty }\,\sum _{m=-l}^{l}\,{\frac {D_{l,j}^{m}}{r^{j}}}\,Y_{l}^{m}(\theta ,\phi )}

### Sviluppo in coordinate cartesiane
La serie di Taylor per una funzione {\displaystyle v(\mathbf {R} -\mathbf {r} )} intorno all'origine {\displaystyle \mathbf {r} =0} è la seguente:
{\displaystyle v(\mathbf {R} -\mathbf {r} )=v(\mathbf {R} )-\sum _{\alpha =x,y,z}r_{\alpha }v_{\alpha }(\mathbf {R} )+{\frac {1}{2}}\sum _{\alpha =x,y,z}\sum _{\beta =x,y,z}r_{\alpha }r_{\beta }v_{\alpha \beta }(\mathbf {R} )-\cdots +\cdots }
dove:
{\displaystyle v_{\alpha }(\mathbf {R} )\equiv \left({\frac {\partial v(\mathbf {r} -\mathbf {R} )}{\partial r_{\alpha }}}\right)_{\mathbf {r} =\mathbf {0} }\qquad v_{\alpha \beta }(\mathbf {R} )\equiv \left({\frac {\partial ^{2}v(\mathbf {r} -\mathbf {R} )}{\partial r_{\alpha }\partial r_{\beta }}}\right)_{\mathbf {r} =\mathbf {0} }}
Se {\displaystyle v(\mathbf {R} -\mathbf {r} )} soddisfa l'equazione di Laplace:
{\displaystyle \left(\nabla ^{2}v(\mathbf {r} -\mathbf {R} )\right)_{\mathbf {r} =\mathbf {0} }=\sum _{\alpha =x,y,z}v_{\alpha \alpha }(\mathbf {R} )=0}
allora l'espansione può essere scritta attraverso le componenti di un tensore del secondo ordine a traccia nulla:
{\displaystyle \sum _{\alpha =x,y,z}\sum _{\beta =x,y,z}r_{\alpha }r_{\beta }v_{\alpha \beta }(\mathbf {R} )={\frac {1}{3}}\sum _{\alpha =x,y,z}\sum _{\beta =x,y,z}(3r_{\alpha }r_{\beta }-\delta _{\alpha \beta }r^{2})v_{\alpha \beta }(\mathbf {R} )}
dove {\displaystyle \delta _{\alpha \beta }} è la delta di Kronecker mentre {\displaystyle r^{2}} è il quadrato del modulo.
In elettromagnetismo si considera frequentemente la particolare espressione:
{\displaystyle v(\mathbf {r} -\mathbf {R} )\equiv {\frac {1}{|\mathbf {r} -\mathbf {R} |}}}
Differenziando si ottiene:
{\displaystyle v(\mathbf {R} )={\frac {1}{R}}\qquad v_{\alpha }(\mathbf {R} )=-{\frac {R_{\alpha }}{R^{3}}}\qquad v_{\alpha \beta }(\mathbf {R} )={\frac {3R_{\alpha }R_{\beta }-\delta _{\alpha \beta }R^{2}}{R^{5}}}}
Si definiscono quindi i termini rispettivamente di monopolo elettrico, dipolo elettrico e quadrupolo elettrico (che ha traccia nulla):
{\displaystyle q_{\mathrm {tot} }\equiv \sum _{i=1}^{N}q_{i}\qquad P_{\alpha }\equiv \sum _{i=1}^{N}q_{i}r_{i\alpha }\qquad Q_{\alpha \beta }\equiv \sum _{i=1}^{N}q_{i}(3r_{i\alpha }r_{i\beta }-\delta _{\alpha \beta }r_{i}^{2})}
ottenendo l'espansione in multipoli in coordinate cartesiane del potenziale elettrico, che è la somma dei singoli potenziali coulombiani generati dalle cariche:
{\displaystyle 4\pi \varepsilon _{0}V(\mathbf {R} )\equiv \sum _{i=1}^{N}q_{i}v(\mathbf {r} _{i}-\mathbf {R} )={\frac {q_{\mathrm {tot} }}{R}}+{\frac {1}{R^{3}}}\sum _{\alpha =x,y,z}P_{\alpha }R_{\alpha }+{\frac {1}{2R^{5}}}\sum _{\alpha ,\beta =x,y,z}Q_{\alpha \beta }R_{\alpha }R_{\beta }+\cdots }

## Potenziale generato da una distribuzione di carica elettrica stazionaria
Si consideri una distribuzione discreta di carica, composta da N cariche {\displaystyle q_{i}} che hanno la posizione {\displaystyle \mathbf {r} _{i}}, e si assuma che le cariche siano raggruppate in prossimità dell'origine del sistema di riferimento in modo tale che si possa scrivere {\displaystyle r_{ij}<r_{M}} per ogni componente j della posizione, dove {\displaystyle r_{M}} ha un valore finito.
Il potenziale elettrico {\displaystyle V(\mathbf {r} )} nel punto {\displaystyle \mathbf {r} } generato dalla distribuzione di carica fuori dalla regione in cui sono poste le cariche, ovvero per {\displaystyle |\mathbf {r} |>r_{M}}, può essere espresso in potenze di {\displaystyle 1 \over {|\mathbf {r} |}}. Si può pertanto pensare al potenziale complessivo come scomposto nella somma di potenziali dovuti a semplici distribuzioni di carica simmetriche, i cui contributi si fanno via via meno importanti:
{\displaystyle V(\mathbf {r} )=\sum _{h=0}^{\infty }V^{(h)}={\frac {1}{4\pi \varepsilon _{0}}}{\frac {Q^{(1)}}{|\mathbf {r} |}}+{\frac {1}{4\pi \varepsilon _{0}}}{\frac {Q^{(2)}}{|\mathbf {r} |^{2}}}+{\frac {1}{4\pi \varepsilon _{0}}}{\frac {1}{2}}{\frac {Q^{(4)}}{|\mathbf {r} |^{3}}}+...}
dove {\displaystyle \mathbf {r} } è il vettore che identifica la posizione in cui si calcola il potenziale e {\displaystyle Q^{(1)},Q^{(2)},\dots ,Q^{(k)}} sono dei coefficienti che dipendono dalla geometria del sistema di cariche e dal versore {\displaystyle {\hat {\mathbf {r} }}=\mathbf {r} /|\mathbf {r} |}. Inoltre, ad eccezione del termine di monopolo {\displaystyle Q^{(1)}} che è determinato unicamente dalla carica totale del sistema, essi dipendono anche dal sistema di coordinate, e non sono perciò univoci. Utilizzando le armoniche sferiche si ha:
{\displaystyle V(\mathbf {r} )={\frac {1}{4\pi \varepsilon _{0}}}\sum _{\ell =0}^{\infty }\sum _{m=-\ell }^{\ell }{\frac {4\pi }{2l+1}}q_{lm}{\frac {Y_{lm}(\theta ,\phi )}{r^{l+1}}}}
In coordinate cartesiane, il potenziale generato dal sistema di cariche è:
{\displaystyle V(\mathbf {r} )=\sum _{k=1}^{n}{\frac {1}{4\pi \varepsilon _{0}}}{\frac {q_{k}}{|\mathbf {r} -\mathbf {r} _{k}|}}={\frac {1}{4\pi \varepsilon _{0}}}\sum _{k=1}^{n}{\frac {q_{k}}{\sqrt {(x-x_{k})^{2}+(y-y_{k})^{2}+(z-z_{k})^{2}}}}}
Dato che i vettori {\displaystyle \mathbf {r} _{k}} sono piccoli rispetto a {\displaystyle \mathbf {r} }, si possono sviluppare in serie i vari termini del potenziale intorno a {\displaystyle \mathbf {r} _{k}=\mathbf {0} }. Lo sviluppo in serie arrestato al secondo ordine fornisce:
{\displaystyle {\frac {1}{\sqrt {(x-x_{k})^{2}+(y-y_{k})^{2}+(z-z_{k})^{2}}}}={\frac {1}{|\mathbf {r} |}}+{\frac {\mathbf {r} \cdot \mathbf {r} _{k}}{|\mathbf {r} |^{3}}}+{\frac {1}{2}}{\frac {3(\mathbf {r} \cdot \mathbf {r} _{k})^{2}-|\mathbf {r} |^{2}|\mathbf {r} _{k}|^{2}}{|\mathbf {r} |^{5}}}+{\mathcal {O}}(|\mathbf {r} |^{3})}

### Termine di monopolo
Considerando ciascun termine separatamente, il potenziale generato dal termine di ordine 0 è semplicemente dato da:
{\displaystyle V^{(0)}(\mathbf {r} )={\frac {1}{4\pi \varepsilon _{0}}}{\frac {\sum _{k=1}^{n}q_{k}}{|\mathbf {r} |}}={\frac {1}{4\pi \varepsilon _{0}}}{\frac {Q^{(1)}}{|\mathbf {r} |}}}
dove con {\displaystyle Q^{(1)}} si indica la somma (algebrica) delle cariche {\displaystyle q_{k}}, ed è chiamato talvolta momento di monopolo. Si nota che il termine decresce come l'inverso della distanza.

### Termine di dipolo
Il potenziale generato dal secondo termine (ordine 1) è:
{\displaystyle V^{(1)}(\mathbf {r} )={\frac {1}{4\pi \varepsilon _{0}}}{\frac {\sum _{k=1}^{n}q_{k}\mathbf {r} \cdot \mathbf {r} _{k}}{|\mathbf {r} |^{3}}}={\frac {1}{4\pi \varepsilon _{0}}}{\frac {\left(\sum _{k=1}^{n}q_{k}\mathbf {r} _{k}\right)\cdot \mathbf {r} }{|\mathbf {r} |^{3}}}={\frac {1}{4\pi \varepsilon _{0}}}{\frac {\mathbf {p} \cdot \mathbf {r} }{|\mathbf {r} |^{3}}}}
Definendo:
{\displaystyle \mathbf {p} ={\begin{matrix}\left(\sum _{k=1}^{n}q_{k}\mathbf {r} _{k}\right)\end{matrix}}}
si ottiene un potenziale analogo a quello di un dipolo elettrico. Il vettore {\displaystyle \mathbf {p} } rappresenta pertanto il momento di dipolo della distribuzione di carica, ed il termine di primo ordine decresce con la distanza come l'inverso del quadrato del raggio. Si nota che ponendo:
{\displaystyle Q^{(2)}=\mathbf {p} \cdot {\hat {\mathbf {r} }}}
è possibile scrivere:
{\displaystyle {\frac {1}{4\pi \varepsilon _{0}}}{\frac {\mathbf {p} \cdot {\mathbf {r} }}{|\mathbf {r} |^{3}}}={\frac {1}{4\pi \varepsilon _{0}}}{\frac {Q^{(2)}}{|\mathbf {r} |^{2}}}}

### Termine di quadrupolo
Il termine di secondo ordine è:
{\displaystyle V^{(2)}(\mathbf {r} )={\frac {1}{4\pi \varepsilon _{0}}}\sum _{k=1}^{n}q_{k}{\frac {3(\mathbf {r} \cdot \mathbf {r} _{k})^{2}-|\mathbf {r} |^{2}|\mathbf {r} _{k}|^{2}}{2|\mathbf {r} |^{5}}}={\frac {1}{4\pi \varepsilon _{0}}}\sum _{k=1}^{n}q_{k}{\frac {3({\hat {\mathbf {r} }}\cdot \mathbf {r} _{k})^{2}-|\mathbf {r} _{k}|^{2}}{2|\mathbf {r} |^{3}}}}

Potenziale generato da un quadripolo elettrico.

Esso è formalmente identico al potenziale generato da una distribuzione di quattro cariche equidistanti, dotate a due a due di cariche opposte. Tale distribuzione è detta quadrupolo fondamentale. Il tensore di momento di quadripolo {\displaystyle Q} ha componenti {\displaystyle Q_{ij}} date da:
{\displaystyle Q_{ij}=\sum _{A=1}^{N}q_{A}(3x_{i}x_{j}-r^{2}\delta _{ij})}
e si tratta di una forma quadratica definita positiva. Il momento di quadripolo della distribuzione di carica è dato da:
{\displaystyle Q^{(4)}={\hat {\mathbf {r} }}^{T}\mathbf {Q} {\hat {\mathbf {r} }}=\sum _{ij}Q_{ij}n^{i}n^{j}}
dove {\displaystyle n^{i}} e {\displaystyle n^{j}} sono le componenti del versore {\displaystyle {\hat {\mathbf {r} }}}. Utilizzando tale tensore il potenziale di quadripolo assume la forma:
{\displaystyle V^{(2)}(\mathbf {r} )={\frac {1}{4\pi \varepsilon _{0}}}{\frac {\sum _{ij}Q_{ij}n^{i}n^{j}}{2|\mathbf {r} |^{3}}}={\frac {1}{4\pi \varepsilon _{0}}}{\frac {Q^{(4)}}{2|\mathbf {r} |^{3}}}}
Il potenziale di quadrupolo decresce come la terza potenza dell'inverso di {\displaystyle r}.

### Distribuzioni continue
Nel caso di distribuzioni continue di carica le sommatorie vengono convertite in integrali, ed i termini {\displaystyle Q^{k}} assumono al primo ordine la forma:
{\displaystyle Q^{(1)}=\int \rho (x',y',z'){\mbox{d}}V'}
al secondo ordine hanno l'espressione:
{\displaystyle Q^{(2)}=\int \rho (x',y',z')\mathbf {r} '\cdot {\hat {\mathbf {r} }}{\mbox{d}}V'=\mathbf {p} \cdot {\hat {\mathbf {r} }}}
mentre il quadrupolo è caratterizzato da:
{\displaystyle Q^{(4)}=\int \rho (x',y',z')\left[3({\hat {\mathbf {r} }}\cdot {\mathbf {r} }')^{2}-|\mathbf {r} '|^{2}\right]\operatorname {d} V'}

## Potenziale generato da una distribuzione di carica e corrente oscillante
Sia data una sorgente costituita da una distribuzione di carica e corrente che varia nel tempo, e si consideri il caso in cui il campo è misurato sufficientemente lontano dalle sorgenti: si assume in particolare che la distanza dalle sorgenti sia maggiore della dimensione delle sorgenti stesse e della lunghezza d'onda della radiazione emessa. In tale regione, detta anche zona delle onde di radiazione, il campo si può approssimare attraverso la propagazione di onde piane. Se le sorgenti del campo elettromagnetico sono funzioni periodiche, le espressioni di densità di carica e corrente hanno la forma generale:
{\displaystyle \rho (\mathbf {x} ,t)=\rho (\mathbf {x} )e^{-i\omega t}\qquad \mathbf {J} (\mathbf {x} ,t)=\mathbf {J} (\mathbf {x} )e^{-i\omega t}}
dove le corrispondenti quantità fisiche sono descritte dalla parte reale delle espressioni. La forma dei potenziali {\displaystyle \mathbf {A} (\mathbf {x} )} tiene conto del principio di causalità:
{\displaystyle \mathbf {A} (\mathbf {x} ,t)={\frac {\mu _{0}}{4\pi }}\int d^{3}x'\int dt'{\frac {\mathbf {J} (\mathbf {x} ',t')}{|\mathbf {x} -\mathbf {x} '|}}\delta \left(t-t'-{\frac {|\mathbf {x} -\mathbf {x} '|}{c}}\right)}
ed i campi sono:
{\displaystyle \mathbf {H} ={\frac {1}{\mu _{0}}}\nabla \times \mathbf {A} \qquad \mathbf {E} ={\frac {iZ_{0}}{k}}\nabla \times \mathbf {H} }
dove {\displaystyle Z_{0}={\sqrt {\mu _{0} \over \varepsilon _{0}}}} è l'impedenza del vuoto. Supponendo che i campi abbiano la medesima dipendenza temporale delle sorgenti, l'espressione del potenziale diventa:
{\displaystyle \mathbf {A} (\mathbf {x} )={\frac {\mu _{0}}{4\pi }}\int {\frac {\mathbf {J} (\mathbf {x} ')e^{-ik|\mathbf {x} -\mathbf {x} '|}}{|\mathbf {x} -\mathbf {x} '|}}d^{3}x'\qquad k={\frac {\omega }{c}}}
In una regione sufficientemente lontana dalle sorgenti, in cui {\displaystyle kr} molto maggiore dell'unità, si può approssimare {\displaystyle |\mathbf {x} -\mathbf {x} '|} con {\displaystyle r-\mathbf {n} \cdot \mathbf {x} '} ottenendo: 
{\displaystyle \lim _{kr\to \infty }\mathbf {A} (\mathbf {x} )={\frac {\mu _{0}}{4\pi }}{\frac {e^{-ikr}}{r}}\int \mathbf {J} (\mathbf {x} ')e^{-ik\mathbf {n} \cdot \mathbf {x} '}d^{3}x'}
ed espandendo l'esponenziale nell'integrando:
{\displaystyle e^{-ik\mathbf {n} \cdot \mathbf {x} '}=\sum _{n}{\frac {(-ik)^{n}(\mathbf {n} \cdot \mathbf {x} ')^{n}}{n!}}}
si ottiene l'espansione in multipoli nel caso di sorgenti oscillanti in un punto dello spazio lontano da esse:
{\displaystyle \lim _{kr\to \infty }\mathbf {A} (\mathbf {x} )={\frac {\mu _{0}}{4\pi }}{\frac {e^{-ikr}}{r}}\sum _{n}{\frac {(-ik)^{n}}{n!}}\int \mathbf {J} (\mathbf {x} ')(\mathbf {n} \cdot \mathbf {x} ')^{n}d^{3}x'}

### Termine di monopolo
L'espressione per il potenziale elettrico nel caso di sorgenti che variano nel tempo è analoga a quella del potenziale vettore:
{\displaystyle \Psi (\mathbf {x} ,t)={\frac {1}{4\pi \varepsilon _{0}}}\int d^{3}x'\int dt'{\frac {\rho (\mathbf {x} ',t')}{|\mathbf {x} -\mathbf {x} '|}}\delta \left(t-t'-{\frac {|\mathbf {x} -\mathbf {x} '|}{c}}\right)}
Sostituendo nell'integrale {\displaystyle |\mathbf {x} -\mathbf {x} '|} con {\displaystyle r}, e denotando con {\displaystyle q(t)} la carica totale della sorgente, si ottiene il termine di monopolo elettrico:
{\displaystyle \Psi (\mathbf {x} ,t)={\frac {q(t-{\frac {r}{c}})}{4\pi \varepsilon _{0}r}}}
che risulta statico in quanto la carica totale non dipende dal tempo. Questo è dovuto al fatto che la sorgente è considerata localizzata, e pertanto i campi oscillanti non hanno termine di monopolo.

### Termine di dipolo
Il primo termine dello sviluppo fornisce:
{\displaystyle \mathbf {A} (\mathbf {x} )={\frac {\mu _{0}}{4\pi }}{\frac {e^{-ikr}}{r}}\int \mathbf {J} (\mathbf {x} ')d^{3}x'}
Tale espressione è valida in tutto lo spazio, a differenza dei termini successivi che forniscono una descrizione corretta solamente lontano dalle sorgenti. Integrando per parti e sfruttando l'equazione di continuità per la carica:
{\displaystyle i\omega \rho =\nabla \cdot \mathbf {J} }
si ottiene:
{\displaystyle \int \mathbf {J} d^{3}x'=-\int \mathbf {x} '(\nabla '\cdot \mathbf {J} )d^{3}x'=-i\omega \int \mathbf {x} '\rho (\mathbf {x} ')d^{3}x'}
da cui:
{\displaystyle \mathbf {A} (\mathbf {x} )=-{\frac {i\mu _{0}\omega }{4\pi }}\mathbf {p} {\frac {e^{-ikr}}{r}}\qquad \mathbf {p} =\int \mathbf {x} '\rho (\mathbf {x} ')d^{3}x'}
I campi lontano dalla sorgente sono in tal caso:
{\displaystyle \mathbf {H} ={\frac {ck^{2}}{\mu _{0}}}(\mathbf {n} \times \mathbf {p} ){\frac {e^{ikr}}{r}}\qquad \mathbf {E} =Z_{0}\mathbf {H} \times \mathbf {n} }
L'intensità della radiazione di dipolo è data inoltre da:
{\displaystyle dI={\frac {1}{4\pi c^{3}}}\left[{\frac {d^{2}\mathbf {p} }{dt^{2}}}\times \mathbf {n} \right]^{2}d\Omega ={\frac {d^{2}\mathbf {p} ^{2}}{dt^{2}}}{\frac {\sin \theta }{4\pi c^{3}}}d\Omega \qquad I={\frac {2}{3c^{2}}}{\frac {d^{2}}{dt^{2}}}\mathbf {p} ^{2}}
dove {\displaystyle \Omega } l'angolo solido e si sono utilizzate le unità CGS. Nel caso vi sia una sola carica allora {\displaystyle e} si ha in particolare:
{\displaystyle \mathbf {p} =e\mathbf {r} \qquad {\frac {d^{2}}{dt^{2}}}\mathbf {p} =e\mathbf {a} }
dove {\displaystyle \mathbf {a} } è la sua accelerazione.

### Termine di quadrupolo
Il successivo termine dello sviluppo fornisce, lontano dalla sorgente:
{\displaystyle \lim _{kr\to \infty }\mathbf {A} (\mathbf {x} )={\frac {\mu _{0}}{4\pi }}{\frac {e^{ikr}}{r}}(-ik)\int \mathbf {J} (\mathbf {x} ')(\mathbf {n} \cdot \mathbf {x} ')d^{3}x'}
ed il potenziale ha la forma:
{\displaystyle \mathbf {A} (\mathbf {x} )={\frac {ik\mu _{0}}{4\pi }}(\mathbf {n} \times \mathbf {m} ){\frac {e^{ikr}}{r}}}
dove {\displaystyle \mathbf {m} } è il vettore momento di dipolo magnetico:
{\displaystyle \mathbf {m} ={\frac {1}{2}}\int (\mathbf {x} \times \mathbf {J} )d^{3}x}
Il potenziale {\displaystyle \mathbf {A} } è proporzionale al campo elettrico ottenuto nel precedente ordine dello sviluppo, e pertanto l'espressione dei campi si ottiene effettuando le sostituzioni:
{\displaystyle \mathbf {E} \to Z_{0}\mathbf {H} \qquad Z_{0}\mathbf {H} \to -\mathbf {E} \qquad \mathbf {p} \to {\frac {1}{c}}\mathbf {m} }
Si dimostra che l'integrale di {\displaystyle \mathbf {A} } può essere riscritto nel seguente modo:
{\displaystyle \mathbf {A} (\mathbf {x} )=-{\frac {\mu _{0}ck^{2}}{8\pi }}{\frac {e^{ikr}}{r}}\int \mathbf {x} '(\mathbf {n} \cdot \mathbf {x} ')\rho (\mathbf {x} ')d^{3}x'}
ed il campo magnetico assume pertanto la forma:
{\displaystyle \mathbf {H} ={\frac {ik}{\mu _{0}}}(\mathbf {n} \times \mathbf {A} )=-{\frac {ick^{3}}{8\pi }}{\frac {e^{ikr}}{r}}\int (\mathbf {n} \times \mathbf {x} ')(\mathbf {n} \cdot \mathbf {x} ')\rho (\mathbf {x} ')d^{3}x'=-{\frac {ick^{3}}{24\pi }}{\frac {e^{ikr}}{r}}\mathbf {n} \times \mathbf {Q} (\mathbf {n} )}
in cui le componenti di {\displaystyle \mathbf {Q} (\mathbf {n} )} sono:
{\displaystyle Q_{\alpha }=\sum _{\beta }Q_{\alpha \beta }n_{\beta }\qquad Q_{\alpha \beta }=\int (3x_{\alpha }x_{\beta }-r^{2}\delta _{\alpha \beta })\rho (\mathbf {x} )d^{3}x}
dove {\displaystyle Q_{\alpha \beta }} è il tensore momento di quadrupolo.

### Radiazione totale emessa
L'intensità totale della radiazione emessa è la somma di quella relativa al dipolo, al quadrupolo ed al dipolo magnetico:
{\displaystyle I={\frac {2}{3c^{2}}}{\frac {d^{2}}{dt^{2}}}\mathbf {p} ^{2}+{\frac {1}{180c^{5}}}{\frac {d^{3}}{dt^{3}}}\mathbf {Q} _{\alpha \beta }^{2}+{\frac {2}{3c^{2}}}{\frac {d^{2}}{dt^{2}}}\mathbf {m} ^{2}}
Talvolta non tutti i termini della somma si misurano effettivamente: ad esempio, nel caso in cui i rapporti fra la massa e la carica relativi alle cariche in moto che compongono il sistema sono tutti uguali i termini di dipolo elettrico e magnetico non si manifestano.

## Onde gravitazionali
In relatività generale è ammessa l'esistenza di onde gravitazionali, cioè di onde nello spazio-tempo che, spostandosi alla velocità della luce, modifichino le proprietà metriche (cioè la distanza) dello spazio stesso. Dato che (anche classicamente, nell'ambito della teoria Newtoniana) è possibile eseguire uno sviluppo in multipoli anche per sistemi di masse, è ragionevole chiedersi se ogni termine dello sviluppo contribuisca alla generazione di un'onda gravitazionale. Il risultato che si trova è che il momento di monopolo non contribuisce alla formazione di onde gravitazionali (per il Teorema di Birkhoff (relatività)), mentre le onde vengono generate da distribuzioni di massa con momento di quadrupolo non nullo con derivata terza diversa da zero. Il momento di dipolo è identicamente nullo se calcolato nel centro di massa del sistema, come si verifica facilmente:
{\displaystyle \mathbf {p} =\int _{V}\rho (\mathbf {r} )\mathbf {r} {\mbox{d}}V}
mentre le coordinate del centro di massa sono:
{\displaystyle \mathbf {r} _{CM}={\frac {1}{M_{tot}}}\int _{V}\rho (\mathbf {r} )\mathbf {r} \,{\mbox{d}}V\quad {\text{con}}\quad M_{tot}=\int _{V}\rho (\mathbf {r} ){\mbox{d}}V}
quindi il momento di dipolo in funzione del centro di massa è dato da:
{\displaystyle \mathbf {p} =M_{tot}\mathbf {r} _{CM}}